# Can Vinyals de la Torre
Can Vinyals de la Torre o Torre Rodona es una masía ubicada en el distrito de Les Corts de Barcelona, una de las más antiguas de las que se conservan en la ciudad. Está protegida como Bien Cultural de Interés Local. Actualmente alberga las oficinas de Husa Hoteles.
Se trata de un conjunto arquitectónico compuesto de dos elementos: la finca, conocida como Can Vinyals, y una torre de defensa adosada, la Torre Rodona, que data del siglo X y cuyo nombre suele aplicarse también a todo el conjunto.

## Historia
La fecha de construcción de la masía original es desconocida. La torre de defensa anexa fue levantada en el siglo X como medida de protección contra las invasiones musulmanas, probablemente tras la incursión de Almanzor de la ciudad condal en 985.
A diferencia de la torre, la finca ha sufrido múltiples transformaciones a lo largo de su historia. Los propietarios más antiguos conocidos fueron los Manterols. Una primera gran reforma, en estilo gótico, fue llevada a cabo entre los siglos XIV y- XV. En 1448 la propiedad pasó a manos de la familia Vidal. En 1610 se llevó a cabo una segunda reconstrucción, encarga por Benet Vinyals, primogénito del matrimonio formado por la heredera de los Vidal y Joan Vinyals. Fue a partir de entonces cuando la finca pasó a ser conocida como Can Vinyals de la Torre, a pesar de que sus descendientes ya no habitaron en ella y la arrendaron a una familia de agricultores.
El 3 de febrero de 1714, en el marco de la guerra de sucesión española, la masía fue incendiada. Se cree que fue una represalia de las tropas borbónicas contra los Vinyals, por haber escondido a Rafael Casanova. La finca fue posteriormente reconstruida, adoptando en gran medida su aspecto actual. También en el siglo XVIII fue derribada gran parte de la torre redonda, debido a problemas estructurales, quedando únicamente en pie la base que se ha conservado hasta la actualidad.
Tras la anexión del antiguo municipio de Les Corts de Sarrià a la ciudad Barcelona en 1897 y con la apertura de la avenida Diagonal en 1906, los terrenos agrícolas de Can Vinyals de la Torre quedaron parcelados y empezaron a ser urbanizados, perdiendo su uso original. Durante el siglo XX los campos y la finca pasaron por la propiedad de varias familias de la burguesía catalana: Molins, Novellas, Güell y Cusí. En 1972 fueron adquiridos por el grupo Husa Hoteles, que en los terrenos colindantes a la vivienda levantó el hotel Princesa Sofía, inaugurado en 1975. En 1990 la masía fue convertida en las oficinas del grupo, tras una restauración y reformada llevada a cabo por el arquitecto Arnaldo Rodríguez Roselló.

## Características arquitectónicas
Can Vinyals es un edificio de planta rectangular, con planta baja, planta piso y buhardilla. De la reforma gótica se conservan algunas de las arcadas, un fragmento de imposta, un trozo de capitel y el portal adovelado. En el dintel de la puerta figura el escudo de la familia Vinyals de la Torre y la inscripción, en catalán: "fue hecho por Benet Vinyals de la Torre el año 1610". De la reforma barroca se conserva un cuerpo adosado por el lado norte.
La Torre Rodona, de origen románico, es el elemento más antiguo del conjunto. De planta circular, fue construida con sillares de arenisca y piedra caliza. Se conserva únicamente la base, de 4,5 metros de altura y 5,5 metros diámetro.